# Thaneroclerus buqueti
Thaneroclerus buqueti är en skalbaggsart som först beskrevs av Lefebvre 1835.  Thaneroclerus buqueti ingår i släktet Thaneroclerus och familjen brokbaggar. Inga underarter finns listade i Catalogue of Life.